# 小蜜蜂寻亲记
小蜜蜂，也作昆虫物语 孤儿小哈奇、小蜜蜂寻母记 、小蜜蜂历险记、小蜜蜂找妈妈、小蜜蜂尋親記，是富士電視台1970－1971年间播出的一部电视动画。台灣華視曾引進播出，播出時間為1975年9月8日～1976年3月24日，1980年2月20日～7月11日下午六點曾重播，1985年1月1日～6月25日下午五點又重播。90年代中后期中国大陆中央电视台也曾引进播出。
台灣迪士尼頻道2004年 
此動畫片有三個版本，主人公形象、故事情節略有不同。

## 劇情簡介
小蜜蜂在他出生的時候，有黃蜂來襲擊他的蜜蜂家族，他便和媽媽分開了，之後不遠萬里去尋找他的媽媽（蜂后）！經過了好多磨難和媽媽重逢。

## 劇場版
《昆蟲物語蜜蜂哈奇／小蜜蜂：勇氣的旋律》是2010年7月31日的日本動畫電影。